# Двое (фильм, 1965)
«Двое» — советский короткометражный фильм, мелодрама. Дипломная работа во ВГИКе режиссёра Михаила Богина, Рижская киностудия, 1965 год.
Сюжетом для фильма молодого режиссёра послужила история из жизни глухой актрисы Московского театра мимики и жеста Светланы Сониной.

## Сюжет
Сергей, будущий музыкант, студент Рижской консерватории, случайно встречает на улице эффектную молчаливую брюнетку Наташу и влюбляется в неё. Но, начав знакомство с лёгкого флирта, он вскоре узнаёт, что девушка с трёхлетнего возраста ничего не слышит. Его легкомысленная игривость вдруг сталкивается с неожиданной для него реальностью, которая ставит перед ним вопрос о его собственной совести. Ему придётся сильно измениться внутренне, чтобы научиться новым отношениям с иными и очень ранимыми людьми. 
Наташа, работающая танцовщицей в цирке и осветителем в Театре мимики и жеста, так же честно пытается понять его мир музыки, как он старается постигнуть её мир пластики. Но проблема в том, что для Наташи, потерявшей слух во время прошедшей Великой Отечественной войны, звуки связаны с болью и страхом. И даже концерт классической музыки, на который приглашает её Сергей, превращается для неё в пытку, вызывая в её памяти только звуки пережитых в детстве бомбардировок.

## Места съёмок
Съемки фильма проходили в Риге, в роли здания учебного цирка и циркового училища в фильме выступает кинотеатр «Рига» (улица Элизабетес, 61). Герой впервые сталкивается с героиней, когда та выходит из ворот дома Даннерштерна, в поисках героини герой фильма ходит по дворикам Старой Риги (это задворки «Трёх братьев» около собора Святого Иакова), но пробегающий мальчишка почему-то поёт «Тара, тара, шагаю по Москве…»
В фильме звучит песня «Эхо» популярного в те годы советского вокального квартета «Аккорд».
Именно под этот твист Наташа, совершенно не слыша музыки, пытается танцевать, копируя движения соседних танцоров.

## Галерея

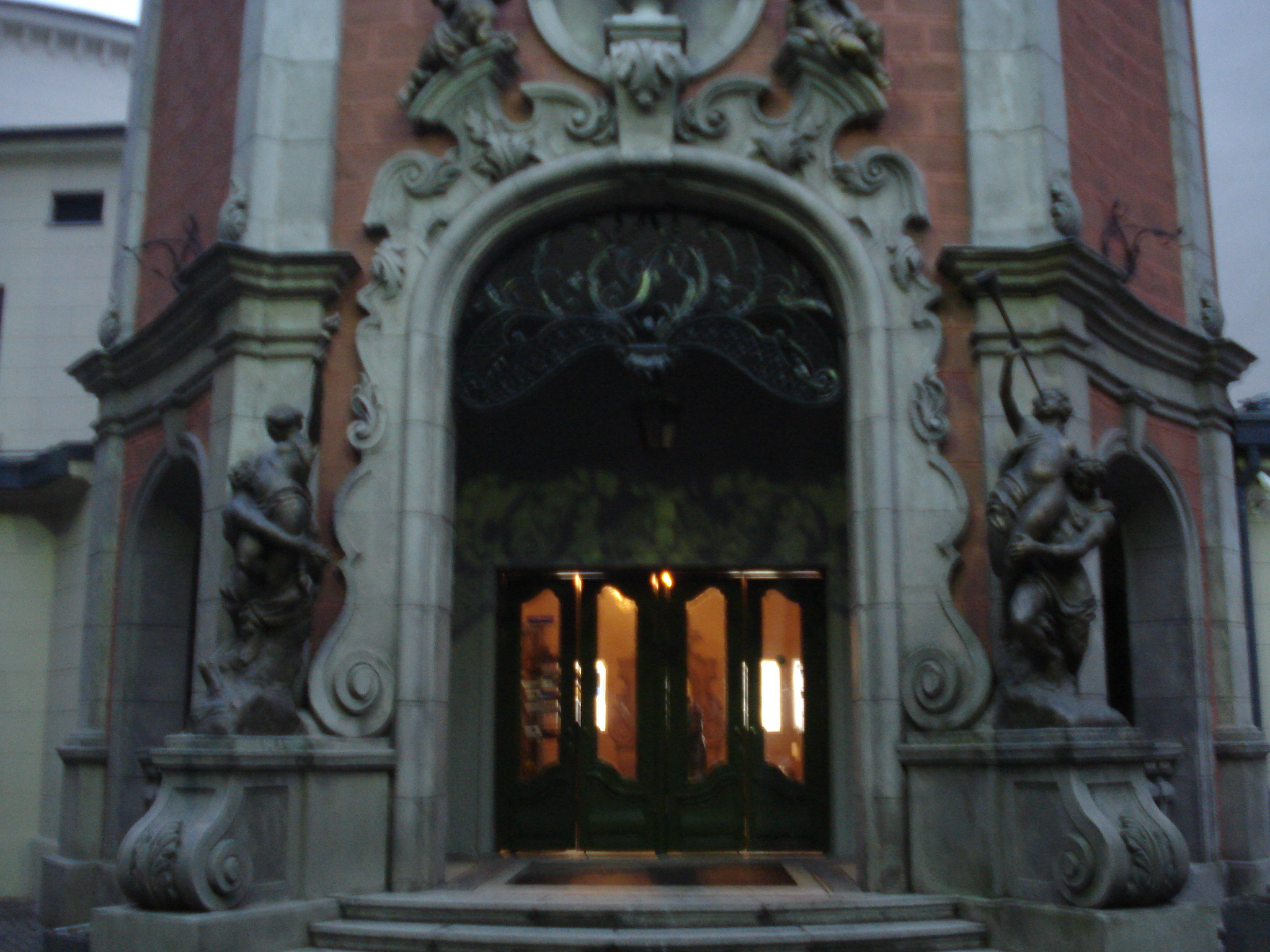
Кинотеатр «Рига»
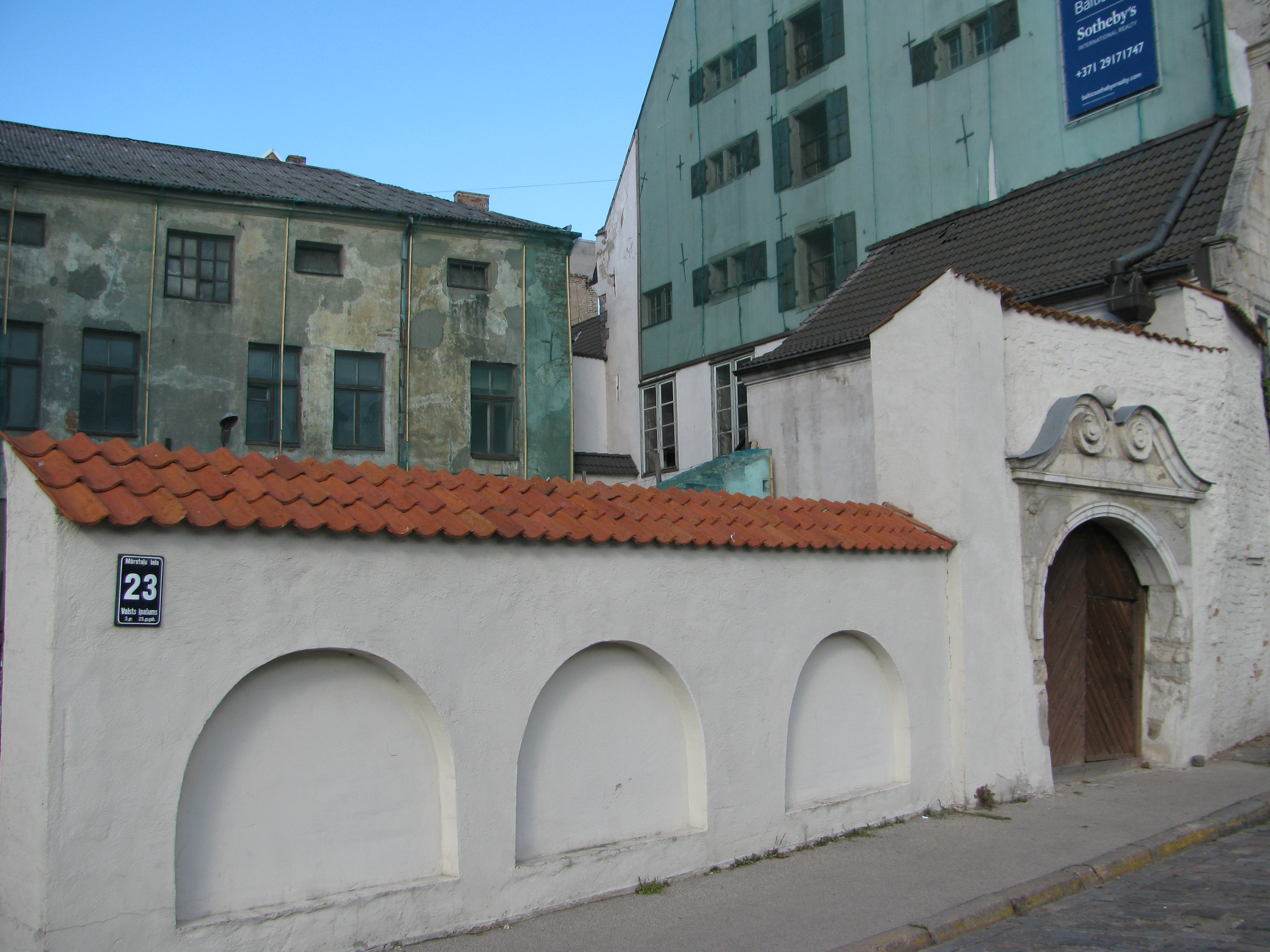
Ворота дома Даннерштерна. Место первой встречи Наташи и Сергея. Фото 2017 года
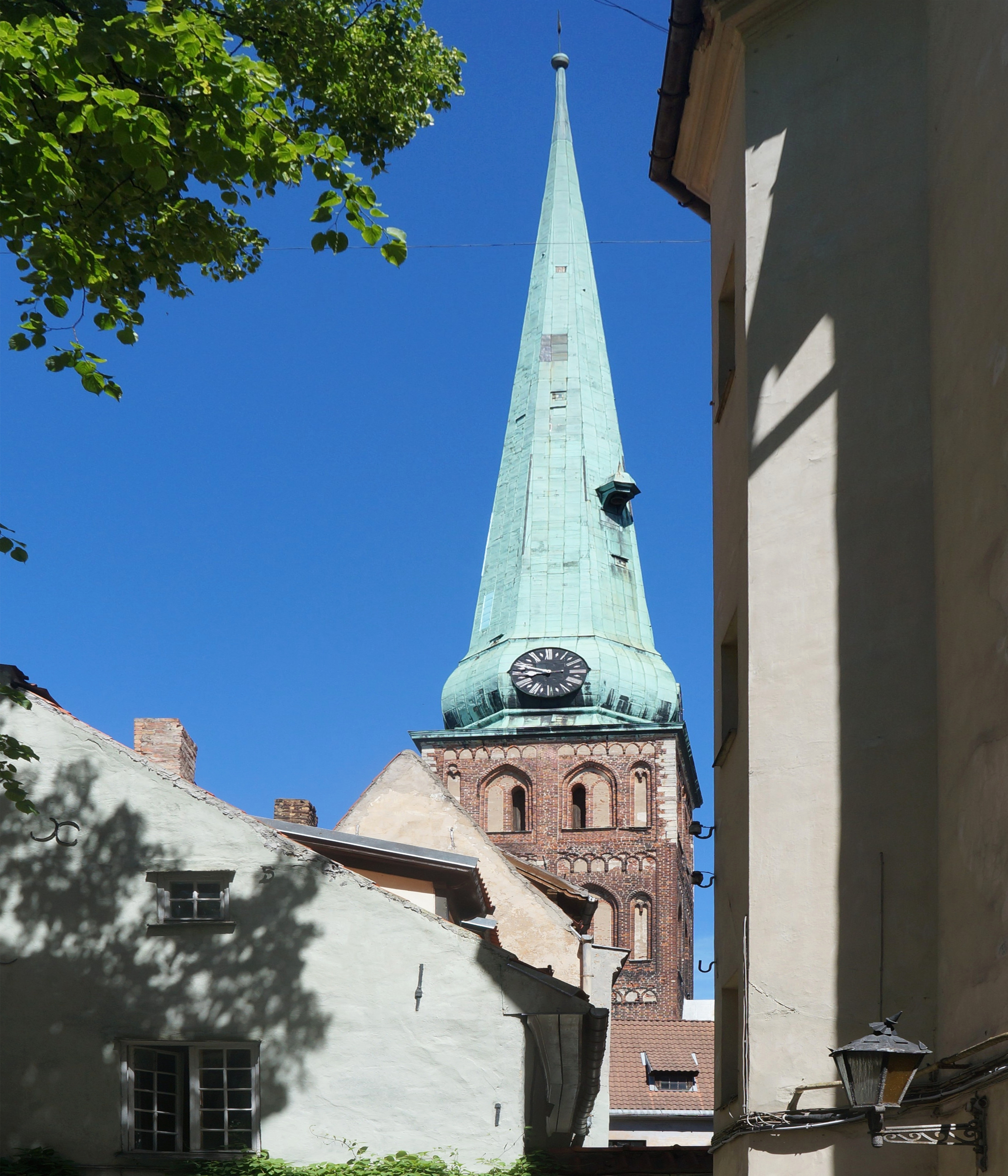
Дома «Двора Наташи» в Старом городе. Над крышами домов — шпиль собора Святого Иакова. Фото 2015 года
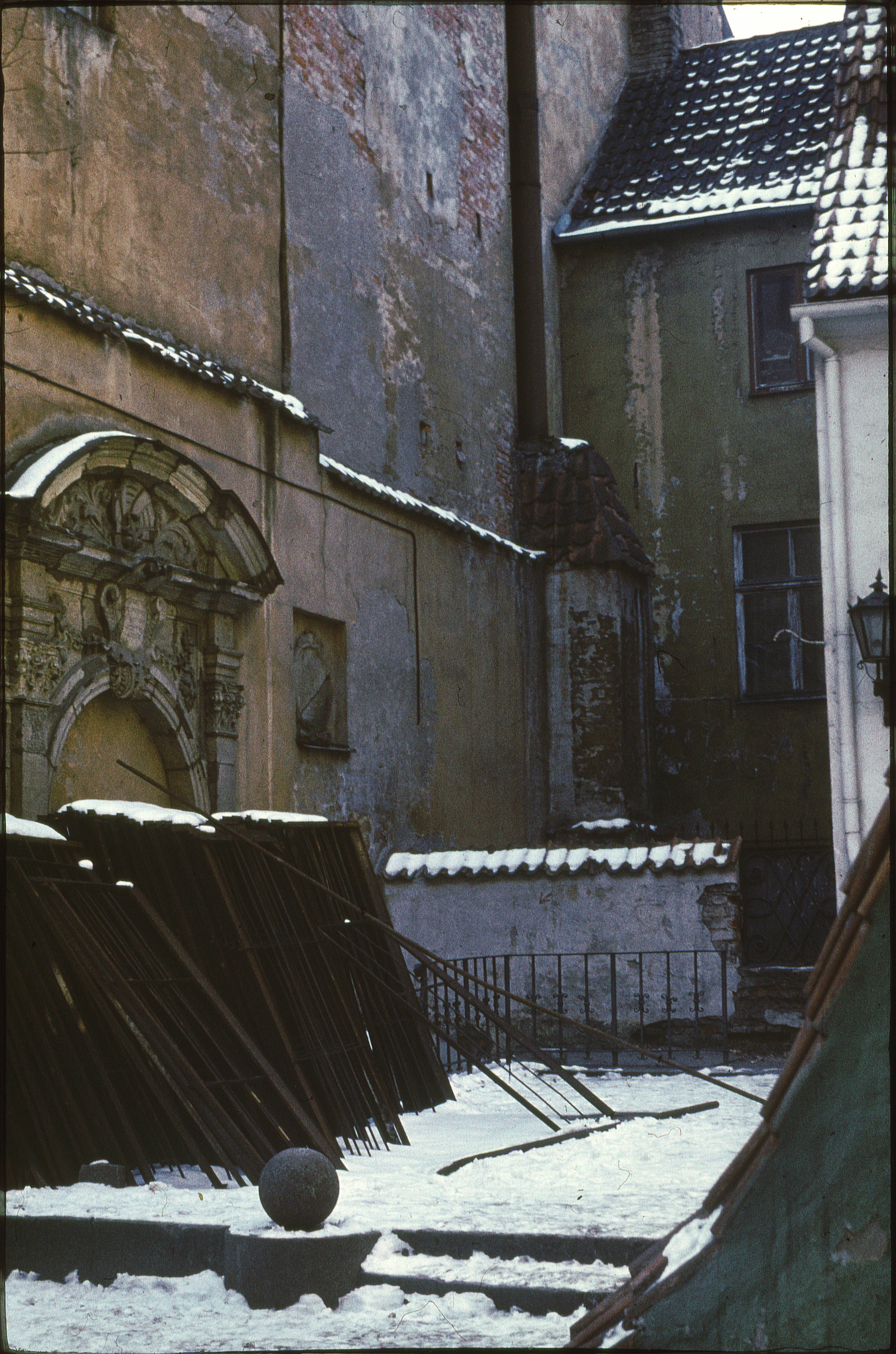
Дома «Двора Наташи» в Старом городе.

## В ролях
- Виктория Фёдорова — Наташа
- Валентин Смирнитский — Сергей
- Рудольф Дамбран — директор театра
- Луйс Шмитс — вахтёр
- Волдемар Акуратерс — режиссёр
- Марта Грахова
- Вячеслав Захаров

## Съёмочная группа
- Авторы сценария: Михаил Богин, Юрий Чулюкин
- Режиссёр-постановщик: Михаил Богин
- Операторы-постановщики: Рихард Пикс, Генрих Пилипсон
- Композитор: Ромуальд Гринблат
- Художник-постановщик: Тамара Антонова
- Звукооператор: Глеб Коротеев
- Режиссёр: Болеслав Ружс
- Монтажёр: Эльза Прейс
- Директор: Харий Кинстлер

## Призы
- 1965 — приз ФИПРЕССИ и Золотой приз в разделе короткометражных фильмов Московского международного кинофестиваля.
- 1965 — специальная «Большая премия юношества» кинофестиваля фильмов для юношества в Каннах[3].